# Karl Immer (Theologe)
Karl Eduard Immer (* 28. Mai 1916 in Rysum; † 3. Januar 1984 in Düsseldorf) war ein deutscher evangelischer Theologe.

## Leben

Karl Immer (erster von links) beim ökumenischen Gottesdienst anlässlich der Eröffnung der Bundesgartenschau 1979 in Bonn

Karl Immer war ein Sohn des damaligen Rysumer und späteren Gemarker Pfarrers Karl Immanuel Immer und dessen Ehefrau Tabea, geborene Smidt. Er studierte nach dem Abitur Evangelische Theologie an der Kirchlichen Hochschule für reformatorische Theologie in Elberfeld und an der Martin-Luther-Universität Halle-Wittenberg, wo er 1943 bei Julius Schniewind zum Lizenziaten der Theologie promoviert wurde. Die Promotionsarbeit fertigte er während eines Vertretungsdienstes in der Kirchengemeinde Cappel der Lippischen Landeskirche 1942.
Nach dem Zweiten Weltkrieg wurde er 1948 Pfarrer in Duisburg-Neudorf. 1968 wählte ihn die rheinische Landessynode zum Oberkirchenrat, am 12. Juni 1971 zum Präses der Evangelischen Kirche im Rheinland – ein Amt, das er bis zu seiner Emeritierung im Februar 1981 innehatte. Der Landessynode hatte er seit 1952 angehört, nebenamtliches Mitglied der Kirchenleitung war er seit 1958.
Karl Immer war vom Kirchenkampf geprägt und stand in der Tradition der Theologie Karl Barths. Er setzte sich stets dafür ein, die Erfahrungen des Kirchenkampfes nicht zu vergessen.
Anfang der 1970er-Jahre gehörte er zu den prominenten Befürwortern der Ostpolitik Willy Brandts. Sein besonderes Engagement bestand in der Aufrechterhaltung von Verbindungen zu den evangelischen Landeskirchen in der Deutschen Demokratischen Republik und zu den Kirchen des Ostblocks.
In der Christlichen Friedenskonferenz (CFK) wirkte er aktiv mit: 1961 als Teilnehmer an der I. Allchristlichen Friedensversammlung (ACFV) und 1964 an der II. ACFV in Prag.
Karl Immer starb nach längerer schwerer Krankheit am Morgen des 3. Januar 1984 in Düsseldorf-Kaiserswerth.
Sein Sohn ist der Barocktrompeter Friedemann Immer.